# 统一欧洲左翼党团
统一欧洲左翼党团（英語：Unified European Left Group，缩写为UEL）是欧洲委员会议会的一个左翼党团，现由来自18个国家的36名议员组成。该党团的主席暂时空缺，副主席是Andrej Hunko（德国）、Georgios Katrougalos（希腊）和Hişyar Özsoy（土耳其）。该党团的宗旨是：促进和保护人权、法治和民主。